# Степанково (Лихославльский район)
Степанково — деревня в Лихославльском муниципальном округе Тверской области России. До 2021 года входила в состав ныне упразднённого Сосновицкого сельского поселения.

## География
Деревня находится в центральной части Тверской области, в зоне хвойно-широколиственных лесов, к востоку от автодороги 28Н-0924, на расстоянии примерно 12 километров (по прямой) к северу от города Лихославля, административного центра округа.

### Климат
Климат характеризуется как умеренно континентальный. Среднегодовая температура воздуха — 3,7 °C. Средняя температура воздуха самого холодного месяца (января) — −9,8 °C, средняя температура самого тёплого (июля) — 16,9 °С. Безморозный период длится 127 дней. Продолжительность периода активной вегетации растений (выше 10 °C) составляет примерно 125—130 дней. Годовое количество атмосферных осадков составляет в среднем 571 мм, из которых большая часть выпадает в тёплый период. Среднегодовая скорость ветра составляет 3 — 4 м/с.

### Часовой пояс
Деревня Степанково, как и вся Тверская область, находится в часовой зоне МСК (московское время). Смещение применяемого времени относительно UTC составляет +3:00.

## Население
| 2008 | 2010 |
| ---- | ---- |
| 2    | ↘0   |

### Национальный состав
Согласно результатам переписи 2002 года, в национальной структуре населения русские составляли 82 % из 11 чел.